# Навчально-науковий інститут права і соціальних технологій Національного університету «Чернігівська політехніка»
Навчально-науковий інститут права і соціальних технологій Національного університету «Чернігівська політехніка» — структурний підрозділ Національного університету «Чернігівська політехніка».
Заснований в 1969 році як Чернігівський юридичний технікум. В 2003 році був реорганізований в Чернігівський державний інститут права, соціальних технологій та праці. В 2011 році інститут приєднано до Чернігівської політехніки.

## Структура
- Факультет соціальних технологій, оздоровлення та реабілітації
  - Кафедра соціальної роботи
  - Кафедра креативних індустрій і соціальних інновацій
  - Кафедра фізичної реабілітації

- Юридичний факультет
  - Кафедра публічного та приватного права
  - Кафедра кримінального права та правосуддя
  - Кафедра правоохоронної діяльності та загальноправових дисциплін

## Історія

Логотип Чернігівського державного інституту права, соціальних технологій та праці

У 1969 році на підставі постанови Ради Міністрів УРСР від 24 грудня 1964 року № 1261 та наказу Міністерства закордонних справ УРСР від 14 липня 1969 року № 91 був заснований Чернігівський юридичний технікум. Технікум готував фахівців (молодших спеціалістів) за спеціальностями «Право і організація соціального забезпечення», «Право і організація соціального обслуговування громадян» і «Бюджетний облік для системи соціального забезпечення». Першим директором технікуму став Балука Степан Іванович.
У 1993 році технікум увійшов у навчальний комплекс «Юрист», створений спільним наказом Міністерство освіти та Міністерства соціального захисту населення України від 2 листопада 1993 року № 394/158-А на базі юридичного факультету Київського національного університету імені Тараса Шевченка.
Через рік згідно з рішенням Кабінету Міністрів України навчальний заклад змінив свій статус і назву, ставши Чернігівським юридичним коледжем. Окрім фахівців-юристів (спеціальність «Правознавство і організація соціального захисту громадян»), готував бакалаврів зі спеціальності «Фінанси» («Бюджетний облік для системи соціального захисту населення»).
У 1997 році з ініціативи Міністерства соціального захисту населення України та завдяки сприянню міжнародного проекту TACIS «Соціальний захист в Україні» розпочав підготовку фахівців за спеціальністю «Соціальна робота».
У 2003 році розпорядженням Кабінету Міністрів України на базі коледжу створений Чернігівський державний інститут права, соціальних технологій та праці. Ректором інституту було призначено Кубрака Василя Михайловича.
У травні 2005 року інститут очолив Андріїв Василь Михайлович.
У 2011 році інститут приєднали до Чернігівського державного технологічного університету. У 2014 році він став Навчально-науковим інститутом права та соціальних технологій у складі Чернігівського національного технологічного університету. Директором закладу стала Остапенко Людмила Анатоліївна.